# 高部眞規子
髙部 眞規子（たかべ まきこ、1956年9月2日 - ）は、日本の裁判官・弁護士。元高松高等裁判所長官、元知的財産高等裁判所所長。知的財産関係訴訟を専門とする知的財産高等裁判所の所長を経て、2020年10月より高松高等裁判所長官。2021年10月から西村あさひ法律事務所に所属。第一東京弁護士会。東京大学法学部卒業。島根県出雲市出身。

## 経歴
- 1975年3月 - 島根県立出雲高等学校卒業
- 1979年3月 - 東京大学法学部卒業
- 1979年3月〜1981年 - 司法修習（33期）
- 1981年4月7日 - 富山地方裁判所判事補
- 1983年4月1日 - 富山地方裁判所・家庭裁判所判事補
- 1984年4月1日 - 東京地方裁判所判事補
- 1984年4月7日 - 東京地方裁判所判事補、東京簡易裁判所判事
- 1987年4月1日 - 千葉地方・家庭裁判所松戸支部判事補、松戸簡易裁判所判事
- 1990年4月1日 - 高松地方・家庭裁判所判事補、高松簡易裁判所判事
- 1991年4月7日 - 高松地方・家庭裁判所判事
- 1994年4月1日 - 東京地方裁判所判事
- 1998年4月1日 - 最高裁判所調査官（東京地方裁判所判事）
- 2003年4月1日 - 東京地方裁判所部総括判事
- 2009年4月1日 - 知的財産高等裁判所判事
- 2013年4月10日 - 横浜地方裁判所・横浜家庭裁判所判事、川崎支部長
- 2013年4月16日 - 川崎簡易裁判所判事に兼ねて任命
- 2014年5月30日 - 福井地方・家庭裁判所所長、福井簡易裁判所判事（福井地裁初の女性所長）[6]
- 2015年6月21日 - 知的財産高等裁判所部総括判事[7]
- 2018年5月5日 - 知的財産高等裁判所所長[3]
- 2020年10月26日 - 高松高等裁判所長官[2]
- 2021年9月1日 - 定年退官[8]
- 2021年10月 - 西村あさひ法律事務所にオブカウンシル弁護士として入職[4]。
- 2023年6月 - 東レ株式会社社外監査役
- 2023年 - 早稲田大学大学院法学研究科客員教授
- 2024年 - 大阪工業大学知的財産専門職大学院客員教授

### 公的活動
- 2003年～2007年 産業構造審議会商標制度小委員会臨時委員
- 2009年～2012年 工業所有権審議会臨時委員
- 2010年～2013年 産業構造審議会特許制度小委員会臨時委員

## 主な判決

### 著作権侵害
記念樹事件
自らの曲を無断に編曲されテレビで使用されたとして、小林亜星がフジテレビなど3社を訴えた事例。争点は小林亜星が1966年に作詞作曲したCMソング「どこまでも行こう」と、服部克久が1992年に作曲したフジテレビ「あっぱれさんま大先生」のテーマ曲「記念樹」の類似性であった。東京地方裁判所は2003年12月19日の判決で「2つの曲は表現上の同一性がある」と認定。テレビ局は放送を中止せず、小林の著作権を侵害したとして3社に計2,200万円の支払いを命じた。
国語教材無断使用事件
谷川俊太郎ら7人が「国語教材に作品を無断使用され著作権侵害を受けた」として教学研究社に教材の出版停止と、損害賠償を求めた事例。東京地方裁判所は2004年5月28日、著作権侵害を認定して1,300万円の支払いを命じた。
イメージシティ事件
イメージシティが2005年11月から始めた携帯電話用の音楽データオンラインストレージサービスに対して日本音楽著作権協会 (JASRAC) が著作権侵害だと指摘。これに対しイメージシティ社がJASRACを相手に著作権侵害に当たらないことの確認を求めて提訴した。2007年5月25日、東京地方裁判所は著作権侵害を認める判決を下した（カラオケ法理も参照）。

### 特許権侵害
一太郎事件
ジャストシステム製ソフトウェア「一太郎」と「花子」に搭載されたヘルプモードが松下電器産業が保有する特許権を侵害したとして、松下がジャストシステムに対し、同ソフトウェアの販売差止等を求めて訴訟を提起した事例。侵害されたとする特許権は「情報処理装置及び情報処理方法」（特許第2803236号）で、1989年10月に出願され、1998年7月17日に登録されている。機能説明アイコンをクリックしてから別のアイコンをクリックすると、後者のアイコンの機能説明をする、というものである。松下側はライセンス契約の締結を提案したが、ジャストシステム側が拒否したため、訴訟となった。裁判では特許権の侵害の有無および特許の有効性が争点となった。高部が裁判長を務めた一審の東京地方裁判所（高部眞規子裁判長）は2005年2月1日の判決で松下側の主張を認め、両ソフトの製造・販売の中止と製品の廃棄を命じた。判決を不服としたジャストシステムは知的財産高等裁判所に控訴し、ヒューレットパッカード社の資料を新たに提出し、松下電器産業の特許に新規性において無効理由が存在することが認められ、逆転勝訴判決を受けている。松下電器産業は最高裁判所への上告を断念したため、ジャストシステムの勝訴が確定した。

### 不正競争
エーザイ「セルベックス」事件
エーザイは、2005年3月に同社の胃炎胃潰瘍治療剤「セルベックスカプセル」の後発医薬品メーカー12社に対して、カプセルデザインやカプセルを封じするPTPシートデザインが類似し、医療現場で誤認混同の恐れがあるという理由で、不正競争防止法に基づく製造販売の差し止めと損害賠償を求める訴訟を東京地裁に提起した。そのうち大洋薬品工業（現・武田テバファーマ）を訴えていた訴訟について、2006年1月13日の東京地裁判決（高部眞規子裁判長）は、「カプセルなどの色彩構成はありふれたもので、顕著な特徴がなく、医師らも医薬品を商品名で識別しており、誤認混同の恐れはない」との判断を示し、エーザイの請求を棄却した。

## 業績

### 単著
- 『実務詳説 特許関係訴訟』（金融財政事情研究会、初版 2011年、第3版 2016年）
- 『実務詳説 著作権訴訟』（金融財政事情研究会、2012年、第2版 2019年）
- 『実務詳説 商標関係訴訟』（金融財政事情研究会、2015年）
- 『裁判実務シリーズ 2 特許訴訟の実務』（商事法務、2012年）
- 『裁判実務シリーズ 8 著作権・商標・不競法関係訴訟の実務』（商事法務、2015年）
- 『実務詳説 不正競争訴訟』（金融財政事情研究会、2020年）

### 共著
- 牧野利秋、飯村敏明 編『新・裁判実務体系4 知的財産関係訴訟法』（青林書院、2003年）、424頁〜437頁（V 不正競争/28 営業上の利益）
- 髙部眞規子裁判官退官記念論文集編集委員会『知的財産権訴訟の煌めき　髙部眞規子裁判官退官記念論文集』（きんざい、2021年）

### 論文
- 「進歩性を考える」、パテント、2022年1月号、第75巻第1号、15頁～21頁